# Nieuw-Zeeland op de Olympische Winterspelen 2006
Tijdens de Olympische Winterspelen van 2006 die in Turijn werden gehouden nam Nieuw-Zeeland  voor de dertiende keer deel aan de Winterspelen.
Vijftien deelnemers, tien mannen en vijf vrouwen, kwamen uit in het alpineskiën, bobsleeën, curling, freestyleskiën en skeleton.

## Deelnemers
| Sport                  | Naam                                                               | Discipline          | Klassering | Resultaten                            |
| ---------------------- | ------------------------------------------------------------------ | ------------------- | ---------- | ------------------------------------- |
| Alpineskiën mannen     | Mickey Ross                                                        | Slalom              | 31e        | 1e run 1.03,30, 2e run 54,50          |
| Alpineskiën vrouwen    | Nicola Campbell                                                    | Reuzenslalom Slalom | - 35e      | dnf 1e run 45,90, 2e run 50,92        |
| Alpineskiën vrouwen    | Erika Mcleod                                                       | Reuzenslalom Slalom | - 40e      | dnf 1e run 47,97, 2e run 52,61        |
| Bobsleeën              | Mathew Dallow Alan Henderson                                       | 2-mansbob           | 23e        | 2.50,86; 56,61 / 56,79 / 57,46        |
| Curling                | Sean Becker Lorne Depape Warren Dobson Hans Frauenlob Dan Mustapic | Mannen              | 10e        | 0 gewonnen, 9 verloren                |
| Freestyleskiën mannen  | Mitchell Brown                                                     | Halfpipe            | -          | Kw. 16,3 / 28,3                       |
| Freestyleskiën vrouwen | Juliane Bray                                                       | Halfpipe Cross      | - -        | Kw. 17,1 / 32,2 Kw. 1.34,45 / 1.39,81 |
| Freestyleskiën vrouwen | Kendall Brown                                                      | Halfpipe            | -          | Kw. 22,9 / 22,4                       |
| Skeleton               | Ben Sandford                                                       | Mannen              | 10e        | 1e run 59,16, 2e run 58,60            |
| Skeleton               | Louise Corcoran                                                    | Vrouwen             | 12e        | 1e run 1.01,06, 2e run 1.02,03        |

Albanië · Algerije · Amerikaanse Maagdeneilanden · Andorra · Argentinië · Armenië · Australië · Azerbeidzjan · België · Bermuda · Bosnië en Herzegovina · Brazilië · Bulgarije · Canada · Chili · China · Chinees Taipei · Costa Rica · Cyprus · Denemarken · Duitsland · Estland · Ethiopië · Finland · Frankrijk · Georgië · Griekenland · Groot-Brittannië · Hongarije · Hongkong · Ierland · IJsland · India · Iran · Israël · Italië · Japan · Kazachstan · Kenia · Kirgizië · Kroatië · Letland · Libanon · Liechtenstein · Litouwen · Luxemburg · Macedonië · Madagaskar · Moldavië · Monaco · Mongolië · Nederland · Nepal · Nieuw-Zeeland · Noord-Korea · Noorwegen · Oekraïne · Oezbekistan · Oostenrijk · Polen · Portugal · Roemenië · Rusland · San Marino · Senegal · Servië en Montenegro · Slovenië · Slowakije · Spanje · Tadzjikistan · Thailand · Tsjechië · Turkije · Venezuela · Verenigde Staten · Wit-Rusland · Zuid-Afrika · Zuid-Korea · Zweden · Zwitserland